# Nematocampa
Nematocampa is een geslacht van vlinders van de familie spanners (Geometridae), uit de onderfamilie Ennominae.

## Soorten
- N. amandaria Guenée, 1858
- N. angulifera Oberthür, 1883
- N. arenosa Butler, 1881
- N. brehmeata Grossbeck, 1907
- N. brunneolineata Hulst, 1901
- N. completa Warren, 1904
- N. confusa Warren, 1904
- N. cuprina Warren, 1904
- N. decolorata Warren, 1900
- N. evanidaria Schaus, 1901
- N. expunctaria Grote, 1872
- N. falsa Warren, 1906
- N. interrupta Warren, 1907
- N. limbata Haworth, 1829
- N. perfusa Bastelberger, 1909
- N. reticulata Butler, 1881
- N. straminea Warren, 1900
- N. varicata Walker, 1860